# Atagino
Atagino (griego : Ἀτταγῖνος), hijo de Frinón, fue uno de los principales oligarcas tebanos, que traicionó su ciudad a Jerjes I en la Segunda invasión persa de Grecia, y tomó parte activa a favor de los persas. Invitó a Mardonio y a 50 de los persas más nobles de su ejército a un espléndido banquete en Tebas, poco antes de la batalla de Platea en el 479 a. C.
Después de la batalla, los griegos marcharon contra Tebas y exigieron que Atagino y Timegénidas, y otros partidarios de los persas les fueran entregados. Al principio se negaron, pero, tras veinte días de asedio, sus conciudadanos decidieron acceder a las exigencias de los griegos. Pactaron los términos de la entrega, pero Atagino escapó de la ciudad. Sus hijos fueron apresados, pero el general Pausanias de Esparta les declaró libres de culpa, diciendo que los hijos no eran cómplices de la traición. El resto de los traidores fueron ejecutados en Corinto.